# Batalla de Midway
La batalla de Midway fou una gran batalla naval de la Segona Guerra Mundial que va tenir lloc a l'oceà Pacífic, el 4 de juny del 1942, en la qual l'aviació naval estatunidenca deturà un intent japonès d'envair l'atol Midway. Els japonesos van perdre-hi quatre portaavions, cosa que va suposar un seriós revés per als seus plans d'expansió al Pacífic. Generalment, es considera aquesta batalla com una de les més importants del Pacífic. Va tenir lloc a un mes escàs de la batalla del Mar del Corall, cinc mesos després de la conquesta japonesa de l'illa de Wake, i exactament sis mesos de l'endemà de l'atac a Pearl Harbor. La Marina dels Estats Units va derrotar de manera decisiva un atac de la Marina Imperial contra l'Atol Midway.
Ambdós bàndols van patir pèrdues importants. Els japonesos van perdre 4 portaavions i un creuer pesat, mentre que els estatunidencs van perdre un únic portaavions i un destructor. Les grans pèrdues afebliren considerablement la Marina Imperial Japonesa, en especial els 4 portaavions i uns 200 aviadors navals experimentats. El Japó va ser incapaç de tirar endavant una forta construcció naval i els programes d'entrenament de pilots per a produir noves lleves. El 1942, els Estats Units ja portaven 3 anys desenvolupant un programa massiu de construcció naval, amb l'objectiu que la seva marina fos més gran que la del Japó. Estratègicament, el resultat de Midway va ser que la Marina Imperial ja no va poder prendre la iniciativa en el Pacífic, i aquesta passà de manera definitiva a la Marina dels Estats Units.
El pla japonès era portar els portaavions estatunidencs a una trampa i enfonsar-los. Els japonesos també intentaren ocupar l'atol de Midway i estendre el seu perímetre defensiu. Aquesta operació es considerava preparatòria per a posteriors atacs contra Fiji i Samoa, així com una invasió sobre Hawaii.
L'Operació de Midway, igual que l'atac a Pearl Harbor no era part d'una campanya per a la conquesta dels Estats Units, però estava dirigida a la seva eliminació com una potència al Pacífic, la qual cosa deixaria les mans lliures al Japó per establir la seva Gran Esfera de Coprosperitat de l'Àsia Oriental. També s'esperava que una nova desfeta faria que els estatunidencs s'avinguessin a seure a la taula de negociacions i acabar amb la Guerra del Pacífic amb condicions favorables pel Japó.

## Context estratègic
L'Alt Comandament Militar japonès sabia perfectament que el seu potencial econòmic era clarament inferior al dels Estats Units, sobretot per la seva manca de matèries primeres, i que, per tant, serien derrotats si entraven en una guerra de desgast. Per tant, aquelles accions on poguessin prendre la iniciativa eren vitals per a l'objectiu final japonès: l'atac a Pearl Harbor no tenia cap altra finalitat que acabar de cop amb la Flota del Pacífic dels Estats Units i poder establir sense molèsties un programa de conquesta de territoris per a l'obtenció d'aquells recursos vitals com el petroli, el cautxú o diversos materials, les reserves dels quals s'estaven esgotant gràcies al bloqueig estatunidenc. L'objectiu final era portar als Estats Units a una taula de negociacions i establir una pau a mida dels interessos japonesos.
L'atac a Pearl Harbor, tot i el seu èxit, va tenir un efecte contraproduent, ja que desplaçà al cuirassat com a unitat més important d'una flota en favor del portaavions: de cop i volta, els cuirassats japonesos, incloent-hi els classe Yamato van quedar obsolets. A més, encara és matèria de discussió què hagués passat si els japonesos haguessin desembarcat i conquerit les illes Hawaii i, per tant, els Estats Units haguessin perdut, efectivament, tota la flota allà ancorada, a més de perdre la seva base al Pacífic central. Un altre dels errors atribuïbles a l'almirall Nagumo és no haver enviat una tercera onada per destruir els tancs de combustible i les drassanes, a més de no poder ubicar els portaavions estatunidencs, la qual cosa permeté als estatunidencs tenir la base operativa en pocs mesos i transformar-la en un immens portaavions insubmergible, que podia rebre tants efectius com li fossin enviats des del continent i que podrien iniciar la batalla contra el Japó.
D'altra banda, el Japó havia tingut un gran èxit en assegurar ràpidament els seus objectius de guerra inicials, incloent-hi la captura de les Filipines, Singapur i Malàisia, així com a l'hora d'assegurar-se els recursos vitals de zones com Java, Borneo i d'altres illes de les Índies Orientals Neerlandeses. Per tant, el gener de 1942 s'iniciaren els plans preliminars per a una segona fase d'operacions. No obstant això, a causa de les diferències estratègiques entre l'Exèrcit Imperial i la Marina Imperial (les alternatives eren si el Japó havia de conquerir més territoris insulars i establir un anell de seguretat o avançar agressivament cap a l'est i forçar els Estats Units a una batalla decisiva), així com entre el Quarter General Imperial i la Flota Combinada de l'Almirall Isoroku Yamamoto, la formulació d'una estratègia efectiva no tingué lloc fins a l'abril de 1942. L'Almirall Yamamoto (amb l'anàlisi de la situació feta pel contralmirant Matome Ugaki) reeixí a l'hora de guanyar una lluita burocràtica i situar el seu concepte operatiu (més operacions al Pacífic central) al davant d'altres plans. Això incloïa operacions directament o indirectament dirigides contra Austràlia i a l'oceà Índic. Al final, Yamamoto arribà a l'extrem d'amenaçar amb la seva dimissió si no es duia endavant la seva agenda.

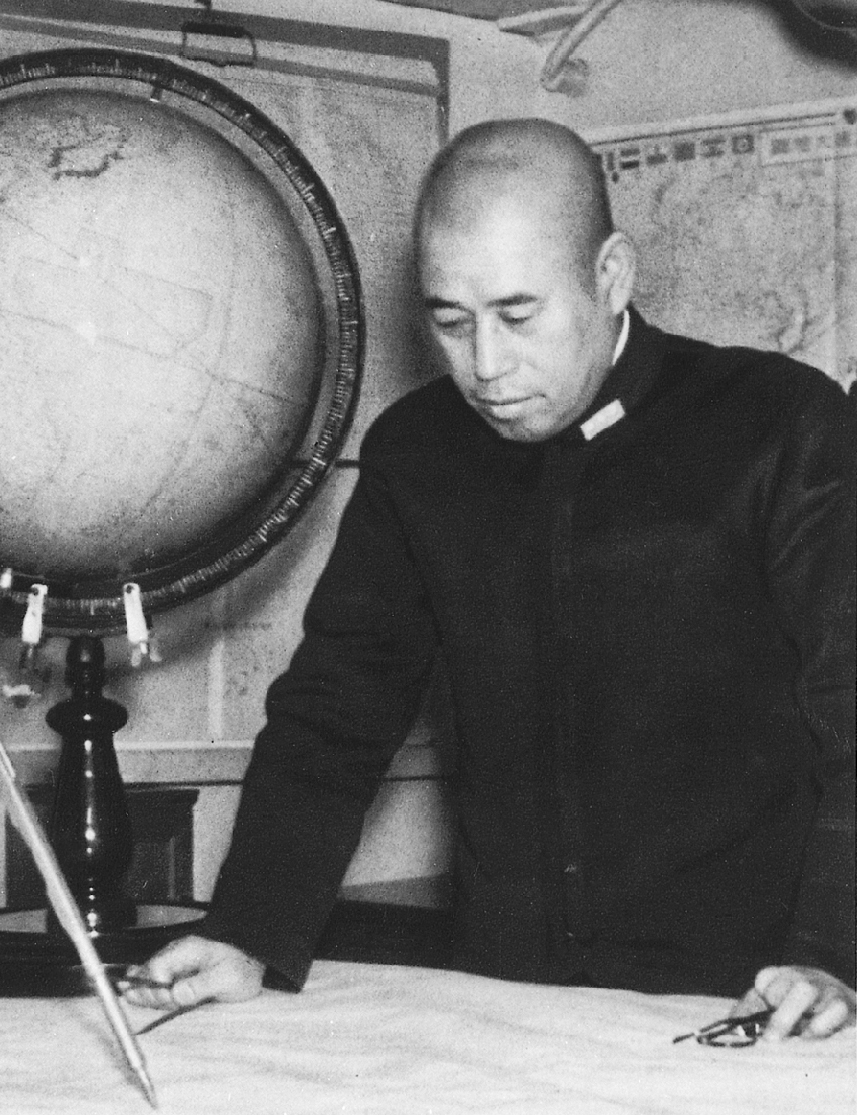
Isoroku Yamamoto durant una planificació.

El primer pas per a l'estratègia de Yamamoto era l'eliminació de la resta de portaavions estatunidencs, el principal obstacle per a la campanya subseqüent. Aquesta preocupació vingué incrementada per l'atac de Doolittle sobre Tokyo (18 d'abril de 1942), portat a terme amb els B-25 de la USAAF, llançats des del USS Hornet. L'atac, si bé militarment va ser irrellevant, va causar un gran xoc psicològic als japonesos, a més del fet que es demostrà que els submarins dels estatunidencs arribaven fins a les seves costes, començant pel Gudgeon de Joe Grenfell només 12 dies després de Pearl Harbor.
Enfonsar els portaavions estatunidencs i assetjar l'atol Midway, l'única illa estratègica al costat de Hawaii al Pacífic oriental, era vist com l'única manera d'anul·lar aquesta amenaça. Yamamoto raonà que una operació contra la principal base de portaavions a Pearl Harbor faria que les forces estatunidenques sortissin a lluitar però, donat el potencial de la força aèria de la base hawaiana, jutjà que un atac directe seria infructuós. En comptes d'això, seleccionà Midway, a l'extrem nord-oest de l'arxipèlag, a uns 2.100 km d'Oahu. Midway no era especialment important en el gran esquema d'intencions japonès, però creien que els estatunidencs la considerarien vital per tal de defensar Pearl Harbor i, per tant, la defensarien amb totes les seves forces. De fet, realment els estatunidencs la consideraven vital, i després de la batalla hi establirien una base de submarins per poder ampliar el radi d'acció en gairebé 2.000 km. A més, una pista aèria a Midway servia com a base avançada pels atacs sobre l'Illa de Wake.
A més, a principis de maig, tingué lloc la batalla del mar del Corall, que resultà una victòria tàctica pel Japó en perdre el portaavions lleuger Shōhō davant de la pèrdua de l'enorme portaavions estatunidenc USS Lexington. Fou el primer enfrontament entre portaavions a distància i provocà, finalment, que aquells que s'havien resistit i advocat contra el pla de Midway ara esgotessin els retocs per a l'operació.

## El pla de Yamamoto

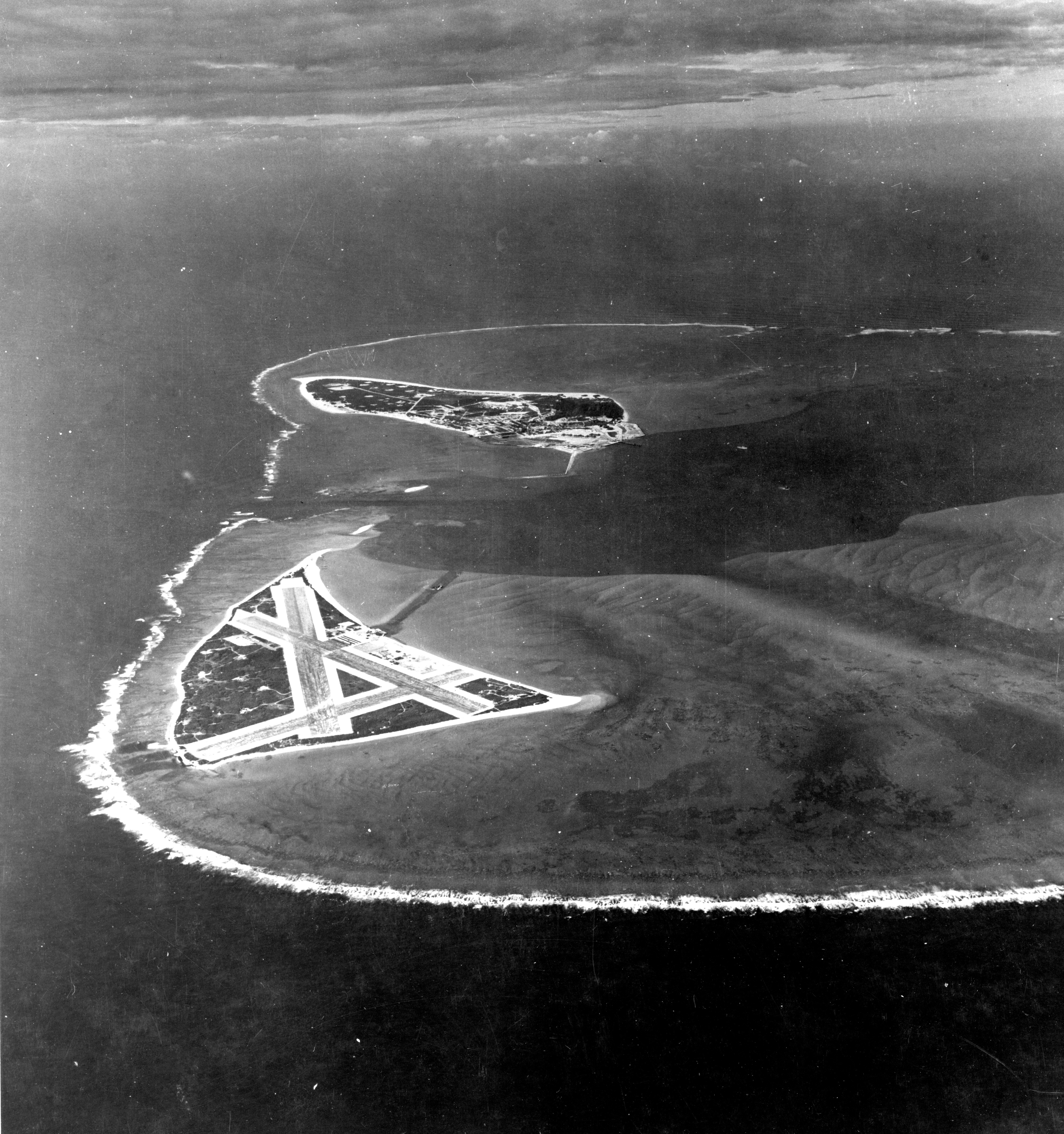
L'Atol de Midway, mesos abans de la batalla. L'illa oriental (amb el seu camp d'aviació) es troba al fons, i la gran Illa de Sorra és al fons a l'oest.

Com era habitual en els plans navals japonesos durant la Segona Guerra Mundial, el pla de batalla de Yamamoto era molt complex. A més, els seus dissenys es basaven en una informació d'intel·ligència tremendament optimista que afirmava que el USS Enterprise i el USS Hornet, que formaven la Task Force 16 eren els únics portaavions estatunidencs disponibles de la Flota del Pacífic en aquells moments. El USS Lexington havia estat enfonsat i el USS Yorktown estava greument malmès (fins al punt que la Marina Imperial Japonesa creia que havia estat enfonsat) a la Batalla del Mar del Corall que havia tingut lloc un mes abans. Els japonesos també sabien que el USS Saratoga estava sent reparat a la costa oest després de ser danyat per un torpede.
Més important encara era la creença de Yamamoto que els estatunidencs havien quedat desmoralitzats per les freqüents derrotes durant els sis mesos anteriors. Yamamoto creia que la situació requerís portar a la flota estatunidenca a una situació de compromís fatal. Per això, dispersà les seves forces per tal que la seva extensió (particularment la dels seus cuirassats) no pogués ser descoberta pels estatunidencs abans de la batalla. Però aquest èmfasi en la dispersió comportava que cap de les seves formacions es podrien donar suport mutu. Tanmateix, per a desgràcia de Yamamoto, qualsevol benefici que pogués aportar aquesta tàctica quedava neutralitzat pel fet que els Estats Units havien trencat el principal codi naval japonès (anomenat JN-25 pels estatunidencs).
Per contra, els cuirassats i creuers de suport de Yamamoto haurien de seguir les petjades dels portaavions del vicealmirall Chuichi Nagumo durant centenars de milles. La flota pesant de superfície japonesa hauria de destruir el que la flota estatunidenca enviés a Midway com a reforç, un cop els portaavions de Nagumo els haguessin afeblit suficientment perquè pogués tenir lloc un duel de canons a la llum del dia. Però la gran distància a què es trobaven dels portaavions de Nagumo durant la batalla tingué greus implicacions, ja que els cuirassats anaven escortats per creuers, els avions d'exploració dels quals serien invalorables per a Nagumo.

### Invasió de les Aleutianes
Així doncs, les operacions japoneses a les illes Aleutianes (Operació AL) van fer retirar vaixells de la flota que havia d'atacar Midway. Tot i que estudis anteriors sempre han assenyalat AL com una finta per desviar cap al nord la flota estatunidenca, investigacions recents de la batalla han mostrat que, segons el pla de batalla original japonès, AL estava dissenyada per ser llançada de forma simultània amb l'atac a Midway. Però que la flota de Nagumo es retardés un dia en salpar tingué l'efecte que l'Operació AL comencés un dia abans que la seva contrapartida.

## Preludi de la batalla

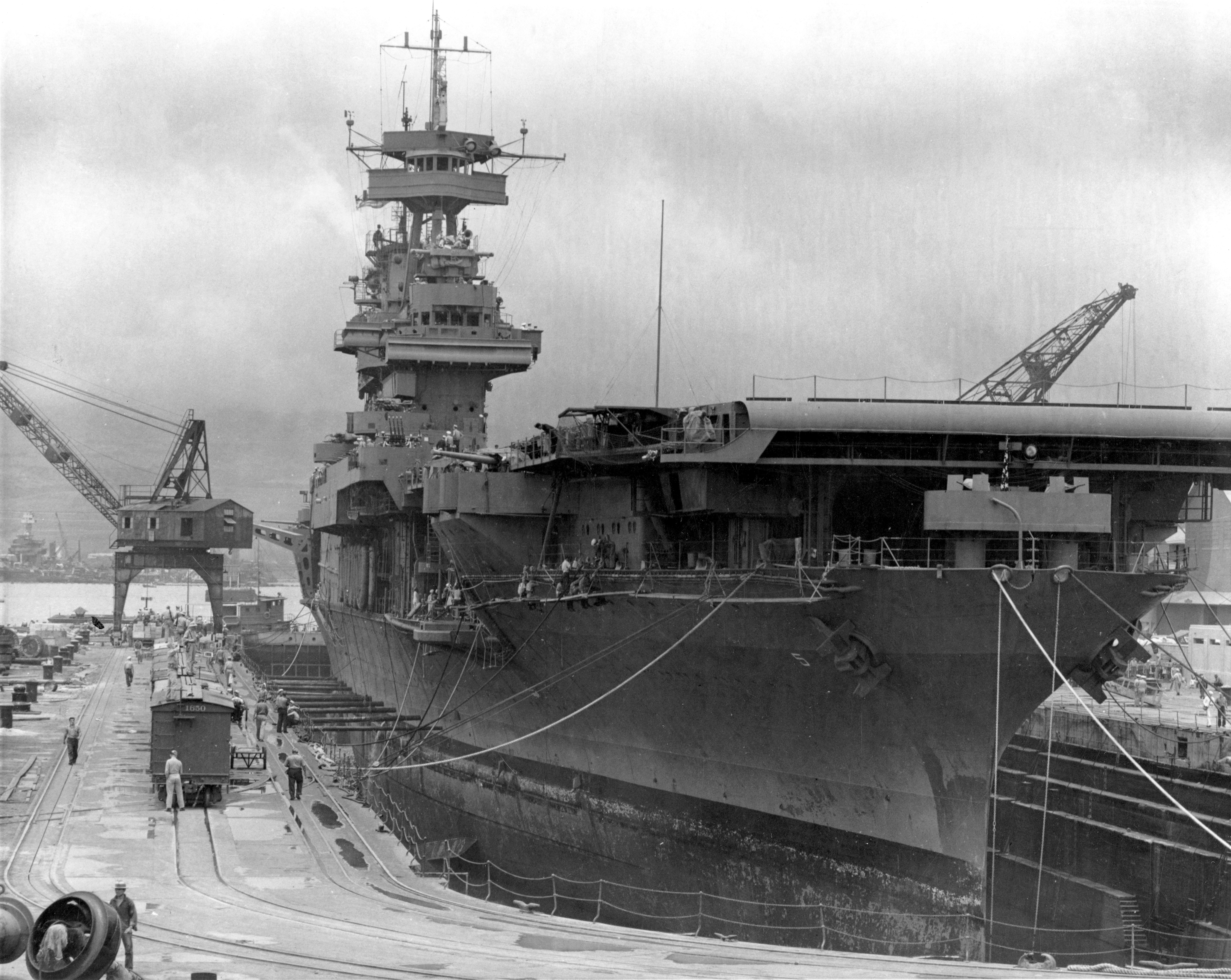
El USS Yorktown a Pearl Harbor dies abans de la batalla

### Forces estatunidenques
Per tal de presentar batalla amb una flota enemiga que es creia que estava formada per 4 ó 5 portaavions, l'almirall Chester W. Nimitz, Comandant en Cap del Pacífic, necessitaven totes les pistes d'aviació disponibles. Tenia la task force del vicealmirall William Halsey (el USS Enterprise i el USS Hornet) a mà; però Halsey estava malalt de psoriasi i va haver de ser substituït pel contraalmirall Raymond A. Spruance (comandant de l'escorta de Halsey). Nimitz també va fer tornar a correcuita la task force del contraalmiraall Frank Jack Fletcher de l'Àrea del Pacífic Sud-oest. Arribà a Pearl Harbor just a temps per carregar provisions i tornar a fer-se a la mar. El USS Saratoga encara estava en reparacions, i el USS Yorktown havia quedat molt malmès a la batalla del Mar del Corall, però les drassanes de Pearl Harbor van treballar contra rellotge per tornar-lo al mar. Tot i que s'estimava que necessitaria diversos mesos de reparacions, en només 72 hores van aconseguir tornar-lo a posar en estat de combatre. La seva coberta de vol estava malmesa, seccions internes havien estat totalment substituïdes, i diversos esquadrons de vol (traslladats del Saratoga) van ser traslladats a bord. Nimitz va fer tot el possible per tenir disponible i a punt per a la batalla el seu tercer i darrer portaavions (les reparacions continuaren fins i tot quan el Yorktown salpà, amb unitats de treballadors del vaixell de reparacions USS Vestal a bord, tot i que ell mateix també havia resultat malmès durant l'atac a Pearl Harbor sis mesos abans. Només 3 dies després d'entrar al dic sec a Pearl Harbor, el Yorktown tornà de nou al mar. Finalment, la US Navy va enviar 3 portaavions que serien d'una importància vital en la batalla.

### Forces japoneses

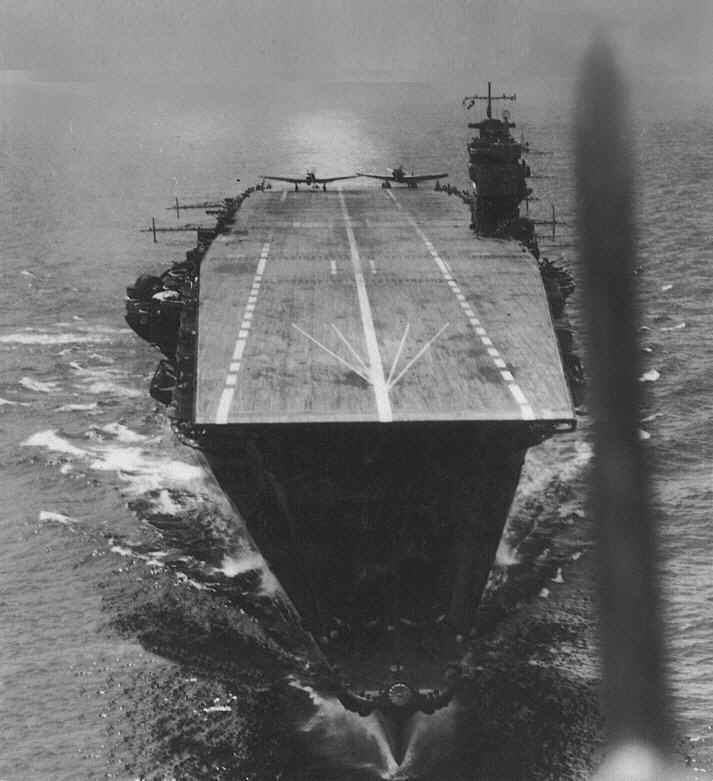
El portaavions Akagi a l'abril de 1942, el vaixell insígnia de la força d'atac de portaavions japonesa que va atacar Pearl Harbor, així com Darwin, Rabaul i Colombo, abans de Midway

Per la seva banda, com a resultat de la seva participació en la batalla del Mar del Corall, el portaavions Zuikaku estava a port a Hiroshima, esperant que substituïssin el grup aeri. El Shōkaku estava en reparacions, després de quedar molt malmès després de rebre 3 impactes al mar del Corall, i necessitaria mesos al dic sec. Tot i que entre els dos vaixells hi havia aeronaus suficients per reequipar el Zuikaku amb un grup aeri compost, els japonesos no va fer cap intent seriós per portar-lo a la propera batalla. En conseqüència, en lloc de disposar de 5 flotes de portaavions intactes per a la batalla, l'almirall Nagumo només en disposaria de 4: l'Akagi i el Kaga, que formarien la 1a Divisió; i el Hiryū i el Sōryū, que formarien la 2a Divisió. A més, part de la flota estava fatigada: els portaavions japonesos havien estat en operacions constantment des del 7 de desembre, incloent-hi els atacs de Darwin i Colombo.
Els principals avions de combat japonesos que s'usarien eren el bombarder en picat Aichi D3A1 i el Nakajima B5N2, que podia emprar-se tant com a avió torpediner o com a avió bombarder d'alt nivell. El caça principal era el ràpid i molt maniobrable Mitsubishi A6M Zero. Tanmateix, els portaavions de la Kido Butai patien d'escassetat d'avions de primera línia. Per diversos motius, la producció del D3A havia estat reduïda dràsticament, mentre que la del B5N va ser completament aturada. Com a conseqüència, no hi havia possibilitat de substituir les pèrdues. Això també volia dir que els avions que s'usarien al juny de 1942 estaven operatius des de finals de novembre de 1941; i encara que es trobaven en bon estat, havien patit un important desgast i havien esdevingut cada cop menys fiables. Tot això significava que tots els portaavions tenien aeronaus de la seva dotació normal i a més tenien poques peces de recanvi.
Els acords estratègics japonesos d'exploració també estaven desorganitzats. Una part dels submarins de primera línia van arribar tard a la seva posició (en part per culpa de Yamamoto), la qual cosa comportà que els portaavions estatunidencs aconseguissin arribar al seu punt de reunió a nord-est de Midway (conegut com a "Point Luck", "Punt de Sort") sense ser detectats. Una segona temptativa d'usar hidroavions de quatre motors per explorar Pearl Harbor abans de la batalla (i que haguessin detectat l'absència o la presència dels portaavions estatunidencs), coneguts com a Operació K, va ser també frustrat quan els submarins japonesos assignats per carregar-los de combustible descobriren que el punt de reunió (el banc de corall de French Frigate Shoals, entre Midway i Oahu) estava ocupat per vaixells estatunidencs (perquè els japonesos ja havien realitzat la mateixa missió al març). Per tant, el Japó no tenia cap mena d'informació sobre els moviments dels portaavions estatunidencs immediatament abans de la batalla.
Les intercepcions de ràdio també van percebre un augment de l'activitat submarina estatunidenca i del tràfic de missatges. L'almirall Yamamoto disposava d'aquesta informació abans de la batalla; però els plans no van ser modificats. Yamamoto, que es trobava al mar a bord del Yamato, no va informar Nagumo de tot això per por a exposar la seva posició, i va presumir (erròniament) que Nagumo havia rebut el mateix senyal de Tòquio. A més, les antenes de ràdio de Nagumo no podien rebre aquest tipus de transmissions d'ona llarga, i no es va assabentar dels moviments dels vaixells estatunidencs.
Els japonesos havien disposat el seu pla d'atac distribuint les forces en el següent ordre:
Per al pla Midway
- Primera Força de Portaavions: Vicealmirall Chuichi Nagumo.
  - Portaavions Akagi i Kaga, amb un total de 42 caces, 41 bombarders, 51 torpediners i 4 aparells d'observació

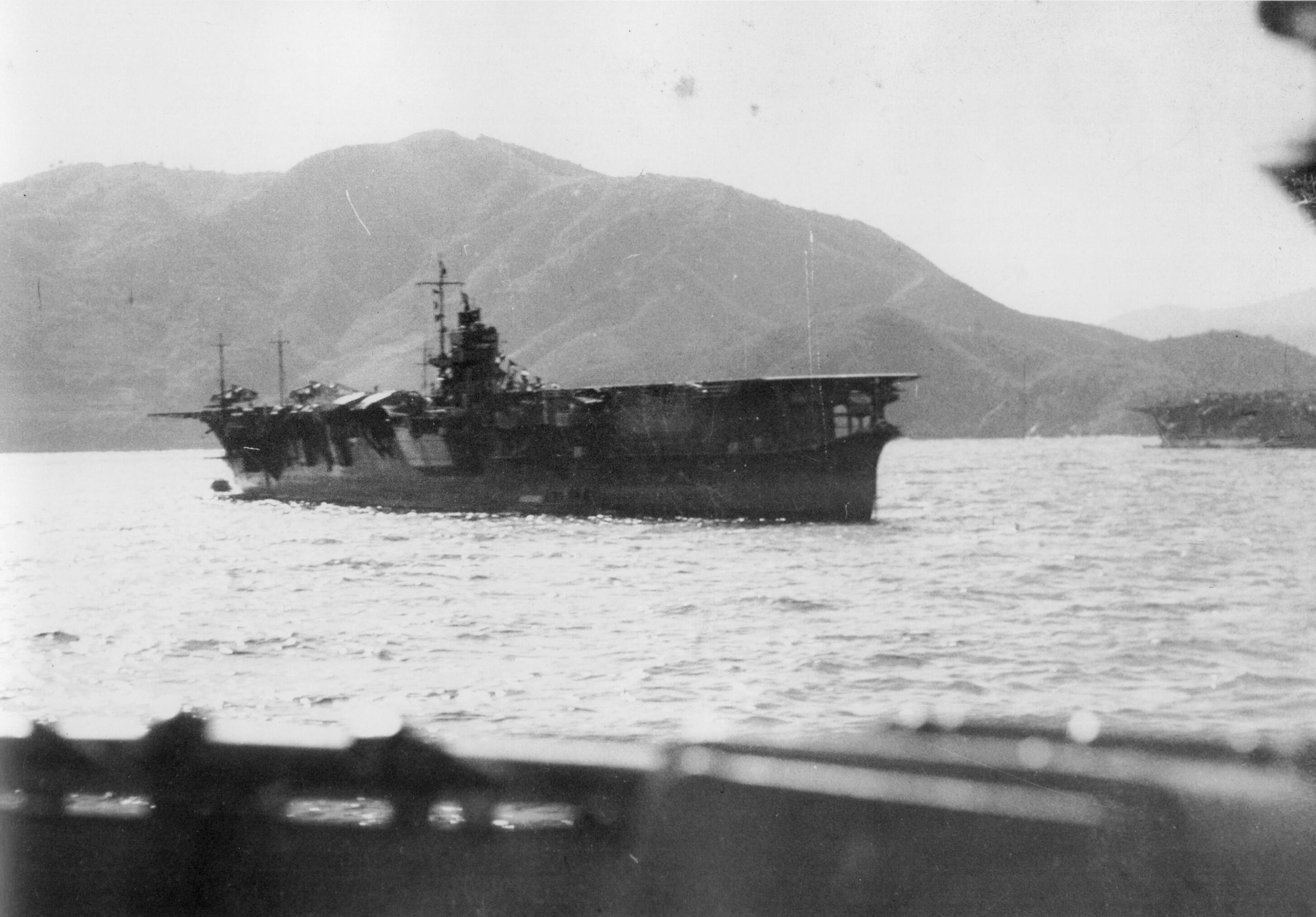
El portaavions Soryu

- Segona Força de Portaavions: Contraalmirall Tamon Yamaguchi.
  - Portaavions Hiryū i Sōryū, amb 42 avions de cada tipus més 8 d'observació
  - Tres grups de submarins de Primera Classe, els més grans de l'Armada Imperial, amb un total de 15 unitats desplegades en ventall partint dels esculls de Fragata Shoals com a alerta llunyana. Se situarien prop del punt de llançament dels cuirassats Haruna i Kirishima com a força de suport.
  - La cortina de protecció estaria formada pel creuer lleuger Nagara com a vaixell insígnia, comandat per Susumo Kimura amb un total de 12 destructors.
  - El grup d'aprovisionament es formà amb els transports modificats Kyotu Maru, Shinkoku Maru, Toho Maru, Nippon Maru i Kokuyo Maru.

Per a l'ocupació de Midway
- Força de cobertura amb els cuirassats Kongo i Hei, els creuers pesats Atago, Chokai, Myoko i Haguro, el portaavions lleuger Zuihō, 8 destructors i 4 naus d'aprovisionament
- Força de suport al desembarcament comandada per Takeo Kurita i formada pels creuers pesants Suzuya, Chikuma, Kumano i Mogami, més dos destructors i una nau d'abastiment.

Primera Flota
- Cuirassats Yamato, Nagato, Mutsu, portaavions lleuger Hōshō, creuer lleuger Sendai i 12 destructors. Aquesta força se situaria en el perímetre més allunyat de Midway

Per a l'atac de distracció a les Aleutianes
- Tercera força de portaavions: els portaavions Ryūjō, Jun'yō i els creuers pesants Maya i  Takao.
- Força de suport: cuirassats Ise, Fusō i Yamashiro, més dos creuers lleugers i naus d'abastiment
- Força de desembarcament: creuer lleuger Abukuma més un transport amb 1.200 soldats i 4 destructors.

### El trencament anglo-estatunidenc del codi japonès
Per un altre costat, l'almirall Nimitz tenia un avantatge de valor inestimable: els criptoanalistes britànics i estatunidencs havien trencat el codi JN-25. El Comandant Joseph J. Rochefort i el seu equip de l'HYPO van poder confirmar que Midway era l'objectiu de l'imminent atac japonès, determinar que la data de l'atac seria el 4 o 5 de juny i oferir a Nimitz l'ordre de batalla complet japonès. Per tal de confirmar l'objectiu van recórrer a una senzilla estratagema: sabien que el codi assignat a l'objectiu era AF, i demanaren als comandants de totes les posicions que poguessin ser víctimes d'un atac enemic que informessin el quarter general mitjançant missatges sense xifrar que tenien algun problema distintiu. Midway informà que tenia una planta de destil·lació d'aigua de mar defectuosa i, poc després, s'interceptà un missatge de ràdio de la informació japonesa que anunciava que AF patia de manca d'aigua dolça. Els esforços japonesos per introduir un nou llibre de codis s'estaven endarrerint, un fet que donà a l'HYPO uns dies crucials; i quan va tancar-se aquesta font poc abans què comencés l'atac, ja s'havia descodificat prou material.
Com a resultat d'això, els estatunidencs van anar a la batalla amb una imatge molt clara sobre la ubicació, la grandària i el moment de l'atac de la força japonesa. Nimitz era conscient, per exemple, que la immensa superioritat numèrica japonesa no tindria significat, ja que els seus vaixells havien estat dividits en diversos grups, fins a formar 4 forces, i que l'escorta del principal grup de portaavions estava limitada a uns pocs vaixells ràpids. Per aquest motiu, sabien que els canons antiaeris que protegien els portaavions serien limitats. Sabent a què s'enfrontava, Nimitz calculà que les cobertes dels seus 3 portaavions, juntament amb el camp d'aviació de Midway, els donaven la paritat (a més, els grups aeris estatunidencs eren més nombrosos que els japonesos). En canvi, els japonesos desconeixien gairebé del tot la veritable força del seu oponent i les seves disposicions fins i tot després que la batalla s'iniciés.

### Les mesures estatunidenques
Segurs de l'objectiu final de l'atac japonès, s'arribà a la conclusió que perdre Midway seria com perdre Pearl Harbor per la seva importància com a base per a bombarders de llarg abast, al contrari que les Aleutianes, que només tenien una finalitat de caràcter científic i pesquer.
La consigna de l'almirall Nimitz era ben senzilla: calia interceptar i causar el dany més gran possible a l'enemic amb una vigorosa tàctica de càstig. Així doncs, s'intensificaren els preparatius, i en primer lloc, el mateix Nimitz viatjà a l'illa per conèixer de primera mà l'estat de les defenses de l'illa. A continuació, va ver enviar reforços a Midway, tant en avions com en soldats, a càrrec del coronel Harold Shanonn. I, finalment, envià la flota de portaavions disponibles.

## Les forces operatives prenen rumb al seu destí
Després de la sortida de la força operativa a Midway el 27 de maig, la força destinada a les Aleutianes salpà des d'Omiato el 28. Les forces que haurien d'ocupar Midway van salpar des de Saipan i Guam el 30 de maig.
La flota estatunidenca navegava des del 27 de maig cap a Point Luck. Nimitz havia fixat aquell punt per poder estar en una posició d'arrancada – atac.
Per a l'1 de juny, la força de portaavions japonesa navegava cap al nord-est enmig d'una mar arrissada, amb molta pluja i enmig d'una boira molt espessa, fins que en un punt situat a unes 1.000 milles girarien rumb sud-oest cap a Midway. Arribat aquell punt sense retorn, l'atac era imminent. Arribaren a aquell punt a la mitjanit del 2 de juny.
Mentrestant, a Midway, el 3 de juny, es realitzaren una sèrie de reconeixements aeris en ventall, portats a terme pels PBY Catalina disposats en un radi de 700 milles, que cobrien tot el sector oriental de l'illa. S'empraren 23 PBY, que van cobrir el mateix nombre de sectors, amb una amplada de banda màxima de 700 milles per 50 d'ample màxim (la zona de recerca cobria 1.150 milles de perímetre). Qualsevol vaixell que s'apropés des del nord-est havia de ser detectat.
La força operativa estatunidenca arribà el 3 de juny a la tarda a un punt situat a 300 milles de Midway. En aquells moments, encara es desconeixia la situació de la força operativa japonesa.
El 3 de juny de 1942, a les 14:00, la força de Nagumo s'apropà fins a 250 milles de l'illa. La posició d'atac estava situada en un punt a 150 milles.

## Batalla

### Atacs aeris inicials

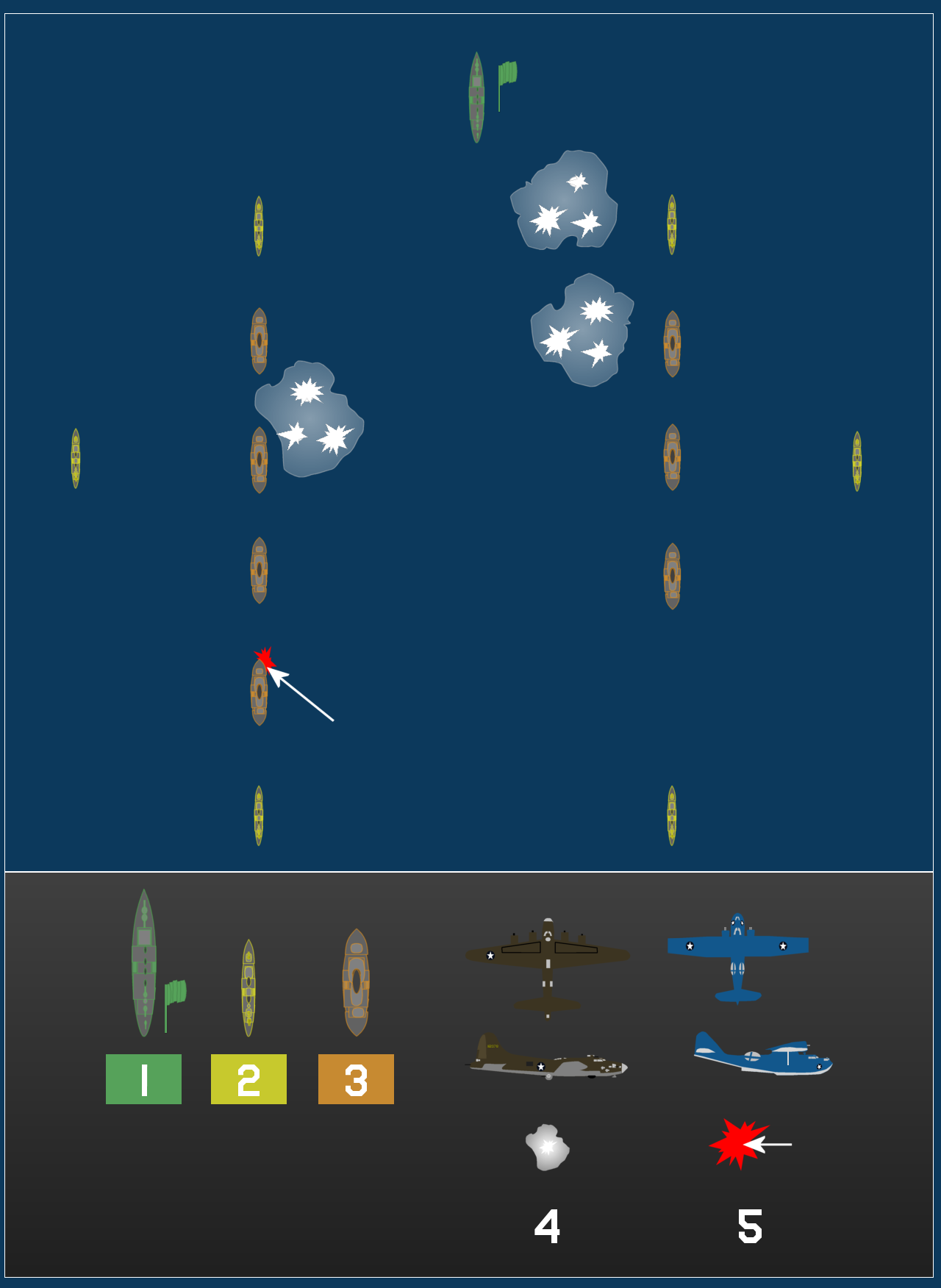
Atacs inicials sobre el grup de transport de Midway.
1. Creuer lleuger Jintsu, vaixell insígnia 2. Destructors 3. Transports 4. Atac del B-17, 17:00, 03-06-1942. 5. Atac amb torpede d'un Consolidated PBY Catalina 01:00, 04-06-1942-06-04

El primer atac aeri va tenir lloc el 3 de juny a les 12:30 per 9 B-17s que operaven des de Midway contra el grup de transport japonès, situat a 570 milles a l'oest. Sota un intens foc antiaeri, van deixar anar les seves bombes. Encara que es va informar d'alguns tocats, cap de les bombes llançades sobre els objectius no causà cap dany significatiu. A primera hora del matí de l'endemà, el petrolier japonès Akebono Maru rebé el primer impacte quan un torpede d'un hidroavió PBY el va impactar cap a la 01:00.
A les 04:30 del 4 de juny, Nagumo llançà el seu atac inicial sobre la mateixa Midway, amb 36 bombarders en picat Aichi D3A i 36 torpediners Nakajima B5N, escortats per 36 caces Zero. Al mateix temps, llançà una patrulla de combat aeri, així com els seus 8 avions de recerca (un dels quals, provinent del creuer pesant Tone s'endarrerí 30 minuts per problemes tècnics).
El reconeixement japonès era molt feble, amb molt pocs avions disponibles per cobrir adequadament les zones de recerca assignades. A més, aquests havien de treballar sota unes pèssimes condicions meteorològiques al nord-est i a l'est de la task force. Les defectuoses disposicions de Yamamoto s'havien convertit en una greu responsabilitat.
A 05:30, un PBY Catalina descobrí els portaavions japonesos i donà l'alarma, mentre que els radars estatunidencs detectaren els avions que s'apropaven a una distància de 160 km, i els interceptors van ser llançats ben aviat. Els bombarders sense escorta van avortar l'atac contra els portaavions japonesos, car els seus caces d'escorta es van quedar per defendre Midway. A les 06:20, els avions japonesos, comandats pel tinent Joichi Tomonaga, van bombardejar, i causaren greus danys. La base de caces de Midway, defensada per F4F-3 Wildcats i pels obsolets F2A-3s, que es van llançar a interceptar als japonesos, va patir greus pèrdues, tot i que van aconseguir abatre 4 bombarders i almenys 3 Zeros. La majoria dels avions estatunidencs van ser abatuts en els primers minuts de combat; diversos més van ser danyats, i només 2 va seguir en un estat fiable. En total, tres F4F i tretze F2A van ser abatuts. El foc antiaeri estatunidenc va ser intens i acurat, malmeté diversos avions japonesos i es vantà d'haver destruït un terç dels avions.
Els japonesos no van poder neutralitzar Midway, i seria necessari un nou atac abans que les tropes poguessin desembarcar el 7 de juny, com estava previst. Els bombarders estatunidencs podien seguir usant la base per carregar combustible i atacar la flota d'invasió japonesa.
Havent rebutjat l'atac japonès, els bombarders estatunidencs amb base a Midway va poder llançar diversos atacs contra la flota de portaavions. Aquests incloïen sis TBF Avengers del VT-8 del Hornet (era la primera operació de combat de les seves tripulacions) i 4 B-26 Marauder de la USAAC armats amb torpedes. Els japonesos van poder rebutjar tots aquests atacs gairebé sense patir pèrdues (com a màxim 2 caces perduts), mentre que van destruir tota la força atacant, llevat d'un TBF i dos B-26. Un B-26, tocat pel foc antiaeri de l'Akagi, va intentar estavellar-se al pont del portaavions. Aquesta decisió va poder contribuir a la decisió de Nagumo de llançar un nou atac sobre Midway, tot i violar directament l'ordre de Yamamoto què la força de reserva havia d'estar armada per a operacions anti-vaixells.

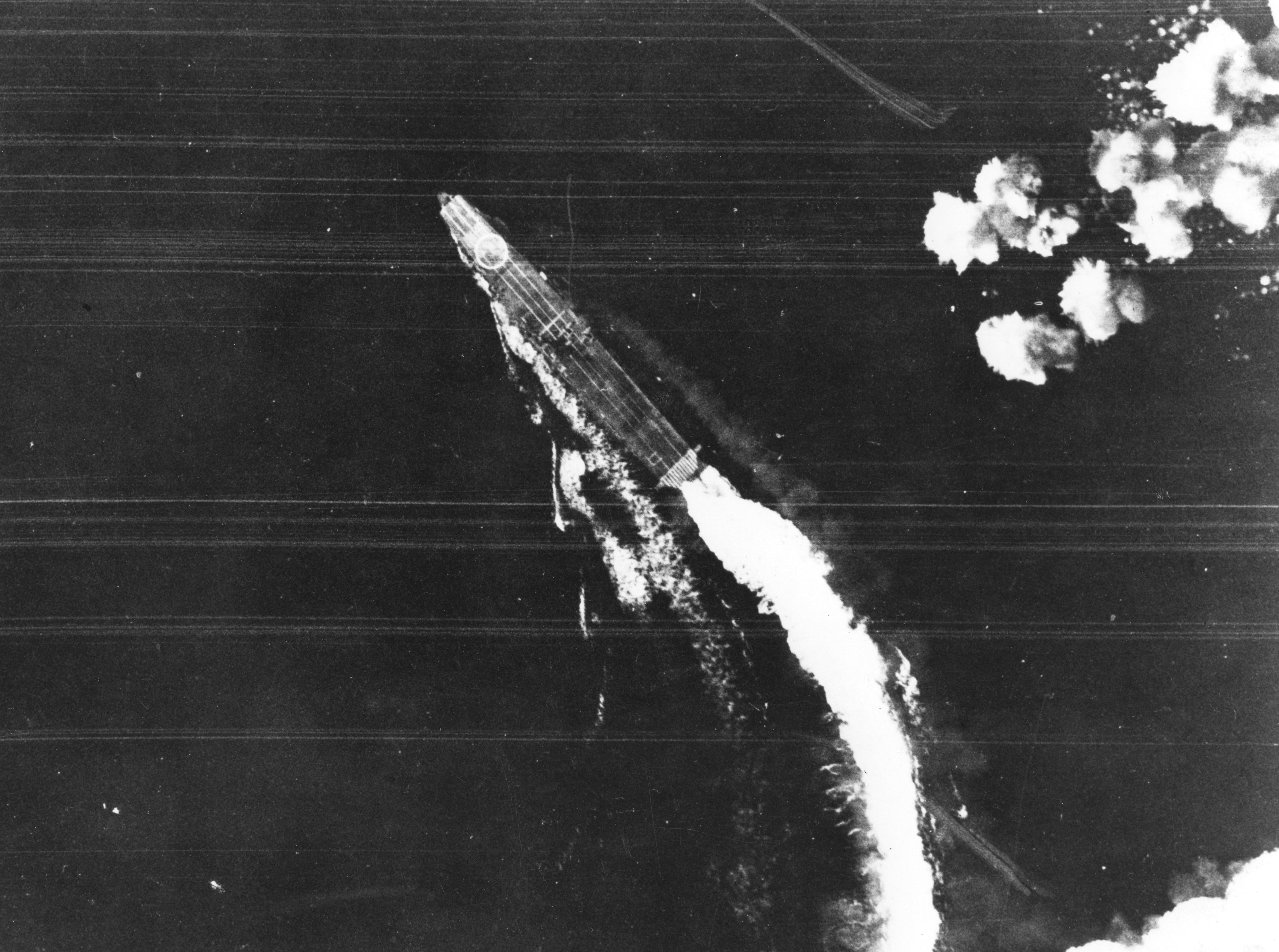
Atac dels B-17 sobre el Hiryū. Un Shotai de tres Zeros està alineat prop del pont.

El caut almirall Nagumo, d'acord amb la doctrina dels portaavions japonesos d'aquell moment, va mantenir la meitat dels seus avions en reserva. Aquesta estava formada per dos esquadrons de bombarders en picat i torpediners, per si es localitzaven els vaixells de guerra estatunidencs. Els bombarders en picat estaven desarmats. Com a resultat dels atacs sobre Midway, així com per les recomanacions del cap de caces de llançar un segon atac, Nagumo ordenà a les 07:15 que els seus avions de reserva fossin armats amb bombes incendiàries i explosives per tal de ser usats de nou sobre objectius terrestres. Algunes fonts indiquen que aquesta operació portava ja 30 minuts en marxa quan, a les 07:40, l'avió d'exploració del Tone assenyalà el descobriment d'una considerable força naval estatunidenca a l'est; però noves evidències mantenen que Nagumo no va rebre l'informe fins a les 08:00, quan l'operació de rearmament ja portava 45 minuts en marxa. Nagumo va revertir la seva ordre ràpidament i demanà a l'avió que confirmés la composició de la flota estatunidenca. Van passar 40 minuts més fins que l'explorador del Tone informà de la presència d'un únic portaavions a la flota estatunidenca (la TF 16), mentre que la resta seguien desapareguts.
Nagumo es trobava davant d'un dilema, atès que es temia el pitjor, i quedà absort en el seu mutisme al pont de l'Akagi, mentre que la resta d'oficials mantenia un respectuós silenci: creia que podria tractar-se de l'Enterprise o del Hornet, ja que per a ell el Yorktown va ser enfonsat durant la batalla del mar del Corall (tot i que el vaixell descobert és el Yorktown) El contraalmirall Yamaguchi Tamon, comandant de la 2a Divisió de portaavions (Hiryū i Sōryū), recomanà a Nagumo que ataqués amb totes les forces disponibles en aquell moment: 36 bombarders en picat del Sōryū i el Hiryū, i la meitat dels avions patrullers disponibles. Nagumo veia l'oportunitat d'atacar els vaixells estatunidencs, però estava limitat pel fet que els avions que havien anat a atacar Midway tornarien aviat i necessitarien aterrar de pressa o fer un amaratge forçós (com es creia comunament). Nagumo, ple de dubtes, consultà a Minoru Genda, el gestor intel·lectual de l'atac a Pearl Harbor, que jeia malalt a la seva llitera a l'Akagi, i aquest li recomanà recuperar els avions de la primera onada i atacar amb totes les forces. Nagumo assentí. Donada l'activitat constant sobre les cobertes de vol associada amb les operacions de combat durant l'hora anterior, els japonesos no van tenir mai realment una oportunitat de llançar la seva reserva. Els pocs avions que es trobaven a les cobertes de vol japoneses en el moment de l'atac eren caces defensius o, com en el cas del Sōryū, caces preparats per augmentar les defenses de la flota. Netejar les seves cobertes de vol i llançar els avions hagués requerit almenys entre 30 i 45 minuts. I a més, encara que es fes immediatament, Nagumo estaria llançant part de la seva reserva a la batalla sense armament anti-vaixell adequat; i acabava de veure com els bombarders estatunidencs sense escorta havien estat abatuts ben fàcilment. La doctrina de portaavions japonesa insistia en atacs a plena potència, i sense confirmació (que no arribà fins a les 08:20) que la flota estatunidenca incloïa portaavions, la reacció de Nagumo va ser aferrar-se a la doctrina. A més, l'arribada d'un nou atac estatunidenc a les 07:53 donà força a l'opció de la necessitat de tornar a atacar l'illa. Finalment, Nagumo decidí esperar que la primera onada aterrés, i després llançaria la reserva, que llavors ja estaria ben armada i a punt. A l'anàlisi final, no hi va haver diferència: Fletcher havia llançat els avions del Hornet i l'Enterprise cap a les 07:00, de manera que els avions que donarien el cop ja es trobaven en camí. No hi havia res que Nagumo pogués fer. Aquesta va ser l'error fatal de les disposicions de Yamamoto: es va aferrar estrictament a la doctrina tradicional.

### Atacs sobre la flota japonesa

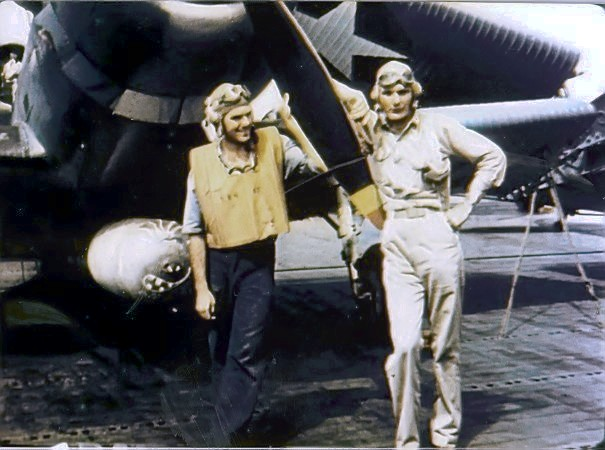
L'alferes George Gay (dreta), únic supervivent de l'esquadró de TBD Devastators VT-8, davant del seu avió, el 4 de juny de 1942.

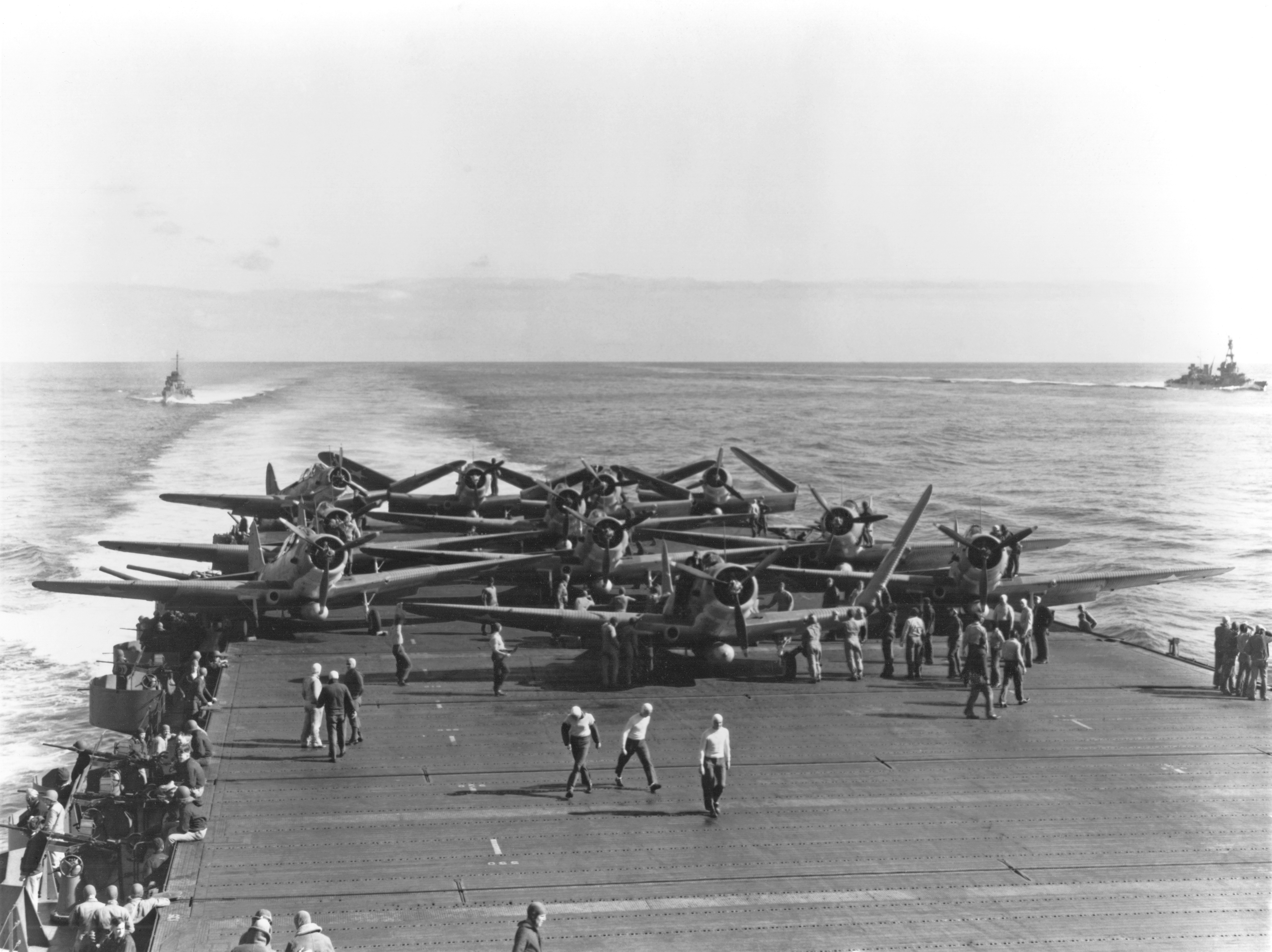
Devastators del VT-6 a bord del USS Enterprise sent preparats per enlairar-se durant la batalla.

Mentrestant, els estatunidencs havien llançat els avions dels seus portaavions contra els japonesos. L'almirall Fletcher, a bord del Yorktown, traient profit dels informes de les patrulles dels PBY de cada matí, ordenà a Spruance que es llancés contra els japonesos tan aviat com fos possible. Spruance donà l'ordre de llançar l'atac cap a les 6.00 h i deixà al Cap d'Estat Major de Halsey, capità Miles Browning, perquè treballés en els detalls i supervisés el llançament. Només van trigar uns minuts fins que a les 7.00 h el primer avió pogués enlairar-se dels portaavions de Spruance, el Hornet i l'Enterprise. Fletcher, després de completar els seus propis vols de reconeixent, també començà a fer enlairar els avions del Yorktown. Va ser en aquest moment quan Spruance donà el pas definitiu, ja que en haver determinat la necessitat de llançar el que fos contra l'enemic al més aviat possible era més important que la necessitat de llançar un atac coordinat de diversos tipus d'avions (caces, bombarders i torpediners). En conseqüència, els esquadrons estatunidencs es van posar en marxa a poc a poc i van atacar els objectius en diferents grups. Això disminuïa l'impacte global dels atacs i incrementava les seves baixes; però alhora també reduïa la capacitat japonesa de contraatacar i sorprengué Nagumo amb les seves cobertes en el moment més vulnerable.
Els avions estatunidencs van tenir dificultats en localitzar els seus objectius, malgrat que sabien quina era la seva posició. Però el 8è Esquadró de Torpediners (VT-8, del Hornet), comandants pe LCDR John C. Waldron finalment albirà els portaavions enemics i inicià l'atac a les 09:20, seguit pel VT-6 de l'Enterprise a les 09:40 (comandats pel LCDR Eugene E. Lindsey). Sense caces d'escorta, tots els TBD Devastator del VT-8 van ser abatuts sense poder causar cap dany, amb l'alferes George Gay com a únic supervivent (el qual, arrossegat per l'estela de l'Akagi, seria un espectador de primera filera de tot el que havia de venir). El VT-6 seguí ben aviat el mateix destí, sense cap impacte per mostrar el seu esforç, gràcies en part per la fatal actuació dels seus torpedes Mark 13. Les patrulles de combat japoneses, que volaven amb els Mitsubishi A6M2 "Zeros" molt més veloços, no van tenir problema en abatre els lents i desprotegits TDB. Però, malgrat les pèrdues, els atacs dels torpediners estatunidencs van aconseguir indirectament 3 objectius importants: en primer lloc, van tenir els portaavions japonesos ocupats, sense poder preparar o llançar el seu propi contraatac; en segon lloc, els atacs van fer allunyar les patrulles de combat fora de posició; i en tercer lloc, van fer que diversos Zeros anessin curts de combustible o de munició. L'aparició d'un tercer atac de torpediners des del sud-oest, portat a terme pel VT-3 del LCDR Lance E. Massey a les 10:00 va fer que la majoria de les patrulles japoneses es desplacessin cap al quadrant sud-est de la flota. Una millor disciplina i l'ús de tots els Zeros disponibles podria haver portat l'èxit a Nagumo.
Ja eren les 10:20, i els estatunidencs ja portaven 80 aviadors morts en acció (una veritable matança). Nagumo es mostrava satisfet, ja que encara està intacte; però la quantitat d'avions atacants indicava que hi havia més d'un portaavions a la rodalia. L'almirall Yamaguchi sol·licità pel telègraf òptic autorització per fer enlairar als seus avions. Nagumo, confús, ordenà que pugessin els avions, ja que vol una sortida simultània de totes les aeronaus.
Casualment, mentre el VT-3 era descobert pels japonesos, dues formacions separades de bombarders en picat SBD Dauntless (un total de 3 esquadrons) s'apropaven a la flota japonesa des del nord-est i el sud-est. Anaven curts de combustible a causa del temps perdut buscant l'enemic. Però el comandant de l'esquadró C. Wade McClusky, Jr. decidí continuar la recerca i afortunadament descobrí l'estela del destructor japonès Arashi. El destructor anava a tota velocitat per reunir-se amb el gruix de la flota després d'haver atacat sense èxit amb càrregues de profunditat el submarí estatunidenc Nautilus, el qual havia intentat infructuosament atacar el cuirassat Kirishima. Alguns avions es van perdre en esgotar-se'ls el combustible abans que s'iniciés l'atac.
El mateix Almirall Nimitz reconegué la decisió de McClusky en afirmar que decidí el destí de la nostra "task force" de portaavions i les nostres forces a Midway. Els bombarders en picat estatunidencs arribaren a gran alçada (14.000 peus) i sense ser vistos en el moment perfecte per atacar. Els avions de combat japonesos omplien les cobertes d'hangars, les mànegues de combustible s'estenien per tota la coberta mentre que amb prou feines s'havien completat les operacions de reabastiment de combustible, i les modificacions constants de les ordres comportaren que els voltants dels hangars estiguessin plens de bombes i torpedes, en lloc d'estar aquests emmagatzemats a la seguretat dels magatzems, la qual cosa feia que els portaavions japonesos fossin extremadament vulnerables.
Enmig d'un clar als núvols, els estatunidencs descobriren la flota japonesa i McClusky ordenà atacar per parelles, repartint-se els 3 portaavions: el primer era l'Akagi, i més endavant el Kaga i el Sōryū. El Hiryū estava molt més avançat i, en estar afortunadament cobert per un núvol, no fou pres com a blanc. En començar a picar a 70°, s'adonaren que des de les cobertes s'estaven enlairant avions, el moment més vulnerable per a un vaixell d'aquesta mena. Els Zeros que formaven la pantalla defensiva estaven massa allunyats, molt baixos, i no podien remuntar.
Cap a les 10:20, un guaita de l'Akagi feu un crit l'alerta en el moment en què el primer Zero s'enlairava: la sorpresa era total, ja que els japonesos, en el seu afany de defendre's dels torpediners, s'havien oblidat de deixar cobertura a gran alçada.
A les 10:22, el grup de l'Enterprise s'anotà diversos impactes sobre el Kaga. Al nord, l'Akagi va resultar també tocat quatre minuts després dels tres bombarders de l'Enterprise. El tinent Dick Best fins i tot va poder llançar la seva bomba de 500 lliures sobre el gran cercle vermell de la coberta de l'Akagi. Els bombarders del Yorktown, comandats per Maxwell S. Leslie, es dirigiren cap al Sōryū. De cop i volta, el caos va ser total als portaavions japonesos: els avions es cremaven i esclataven, els pilots i el personal de coberta en flames corrien i saltaven per la borda, mentre que les bombes i els camions cisterna plens de combustible explotaven. En qüestió de segons, el que havia estat una coberta de portaavions activa es convertí en una planxa ardent i fumejant, plena de cadàvers carbonitzats, restes d'aparells, una tripulació agònica que xisclava o es cremava i amb els equips de bombers col·lapsats. Mitsuo Fuchida, el conductor de l'atac a Pearl Harbor, quedà greument ferit en incendiar-se i explotar el seu avió. Els equips contra-emergències intentaven combatre les flames, però les explosions dels avions i de la munició els anaven exterminant.
De manera simultània, el VT-3 es dirigí cap al Hiryū, que es trobava enmig del Sōryū, el Kaga i l'Akagi, però no aconseguí cap impacte. En canvi, els bombarders en picat, en menys de sis minuts, havien deixat al Sōryū, al Kaga i a l'Akagi en flames. L'Akagi només va rebre l'impacte d'una única bomba, que penetrà en la coberta hangars superior i explotà enmig dels avions que es trobaven allà plens de combustible i munició. Una bomba explotà sota l'aigua molt a prop de la popa, i el guèiser resultant va impactar contra la coberta de vol causant uns danys crucials. El Sōryū va rebre 3 bombes al seu hangar, que iniciaren virulents incendis i explosions ininterrompudes sobre el sentenciat portaavions, que començà a escorar-se lentament. El seu comandant, Ryusaku Yanagimoto, es tancà al pont disposat a morir amb el seu vaixell. El Kaga almenys va rebre 4 bombes, o fins i tot més; una gairebé a la punta de la coberta, al costat d'estribord a popa, sobre un lloc artiller, l'explosió del qual arrencà tot l'emplaçament, plataformes i servidors, i els llançà al mar; l'altre esclatà al costat del pont i posà fi a la vida de tots els que es trobaven allà, inclòs el comandant, Yisaku Okada, i les altres dues van anar a proa i van rebentar l'hangar. Tots tres portaavions van quedar fora de combat i van ser abandonats i enfonsats.
El Hiryū, portaavions de Tamon Yamaguchi, va ser l'únic portaavions que resultà indemne pel fet d'estar situat molt més al nord-est de la posició dels portaavions sinistrats, i fou testimoni incrèdul del desastre que queia sobre la força operativa. Quan Yamamoto s'assabentà a bord del Yamato de la increïble notícia de l'enfonsament dels 3 portaavions quedà petrificat, ja que eren la base ofensiva del Japó. En saber que Nagumo havia sobreviscut a l'atac, el nomenà comandant dels 3 portaavions enfonsats, com a forma de fer-li saber el seu menyspreu cap a ell, i va rellevar-lo de la batalla.

### El contraatac japonès

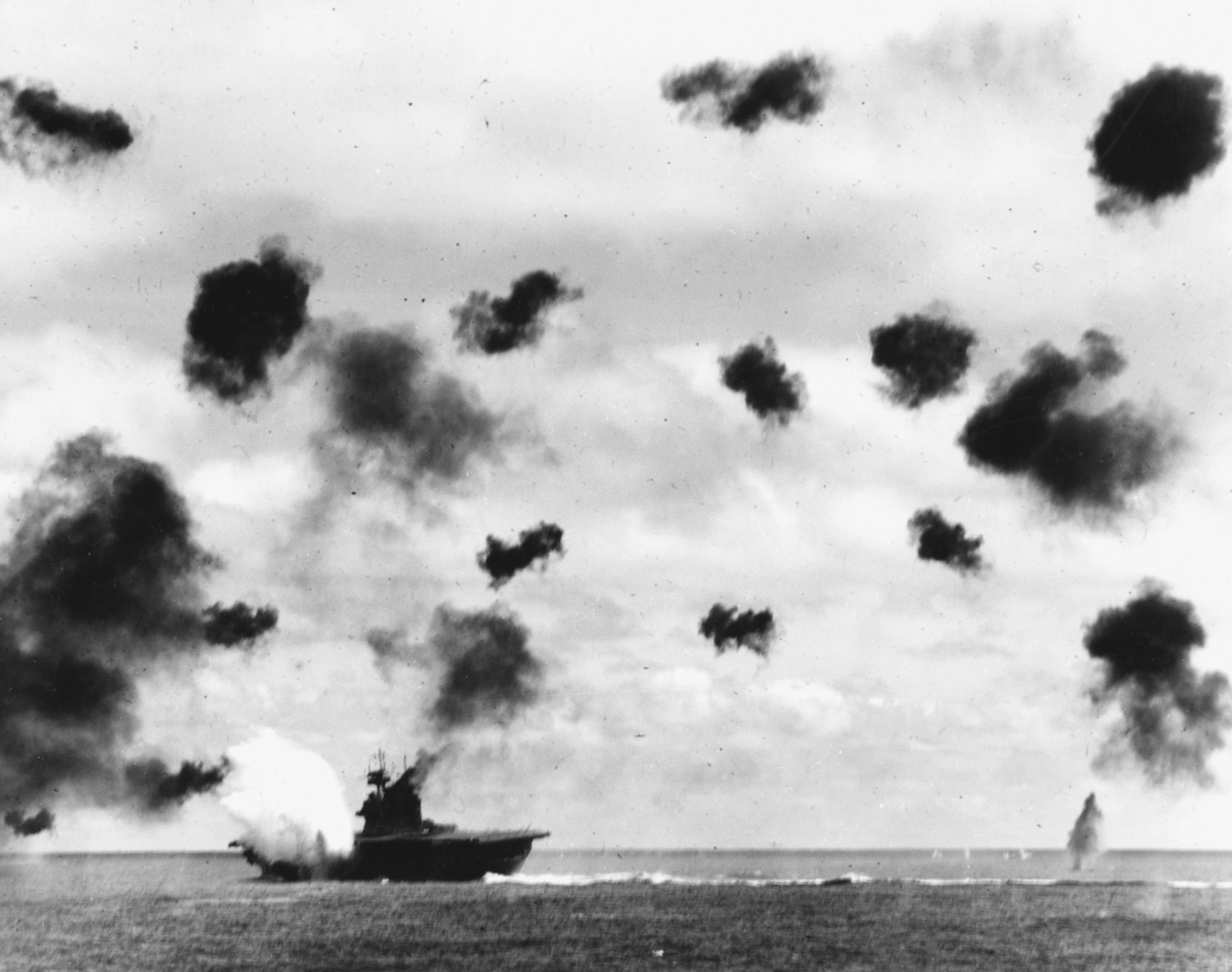
El Yorktown, tocat per un torpede

El Hiryū, únic portaavions japonès supervivent, trigà poca estona a contraatacar. Tamon Yamaguchi, sens dubte un mariner amb major audàcia, capacitat i intel·ligència que Nagumo, va prendre les regnes de la situació, va sortir de la zona del desastre a la velocitat més gran possible i envià els seus avions d'exploració per tal d'ubicar la flota enemiga i llençar els seus avions ja preparats: la seva intenció era prendre la victòria als estatunidencs i fer-se-la seva. Va comunicar les seves intencions a Yamamoto i després va imposar un silenci radiofònic.
A les 10:30, un avió de reconeixement ubicà un portaavions escortat per destructors al sud-est; i Yamaguchi ordenà que s'enlairessin immediatament 12 Zeros, 12 Vals i 18 Kates, a les ordres de Michio Kobayashi. La primera onada de bombarders en picat japonesa danyà el Yorktown amb 3 impactes que van destruir 15 de les seves 16 calderes, fent que la velocitat passés dels 30 nusos a només 4, tot i que el control de danys l'aconseguí reparar en tot just una hora, per la qual cosa la segona onada el va prendre com un portaavions intacte. Mentre aquest atac tenia lloc, arribà l'avió d'exploració del Soryu, i va informar que havia vist dos portaavions més, a més del que s'estava enfonsant. Malgrat les esperances i fins i tot la voluntat d'eliminar dos portaavions amb dos atacs, el Yorktown va absorbir ambdós atacs, tot i que els japonesos creien que el Yorktown ja havia estat enfonsat i que estaven atacant l'Enterprise. Després de rebre 2 impactes, el Yorktown va perdre potència, va escorar-se 20º a babor i va quedar fora de combat. L'almirall Fletcher mogué el seu estat major al creuer pesant Astoria. La resta de portaavions van quedar indemnes.
Les notícies dels dos atacs, amb informes que s'havia enfonsat un portaavions en cadascun, millorà enormement la moral al Kido Butai. Els pocs avions supervivents (10 torpediners i 6 caces, a les ordres del tinent Joichi Tomonaga) van anar cap al Hiryū, on es prepararen per llançar un atac contra el qual creien que era el darrer portaavions estatunidenc.

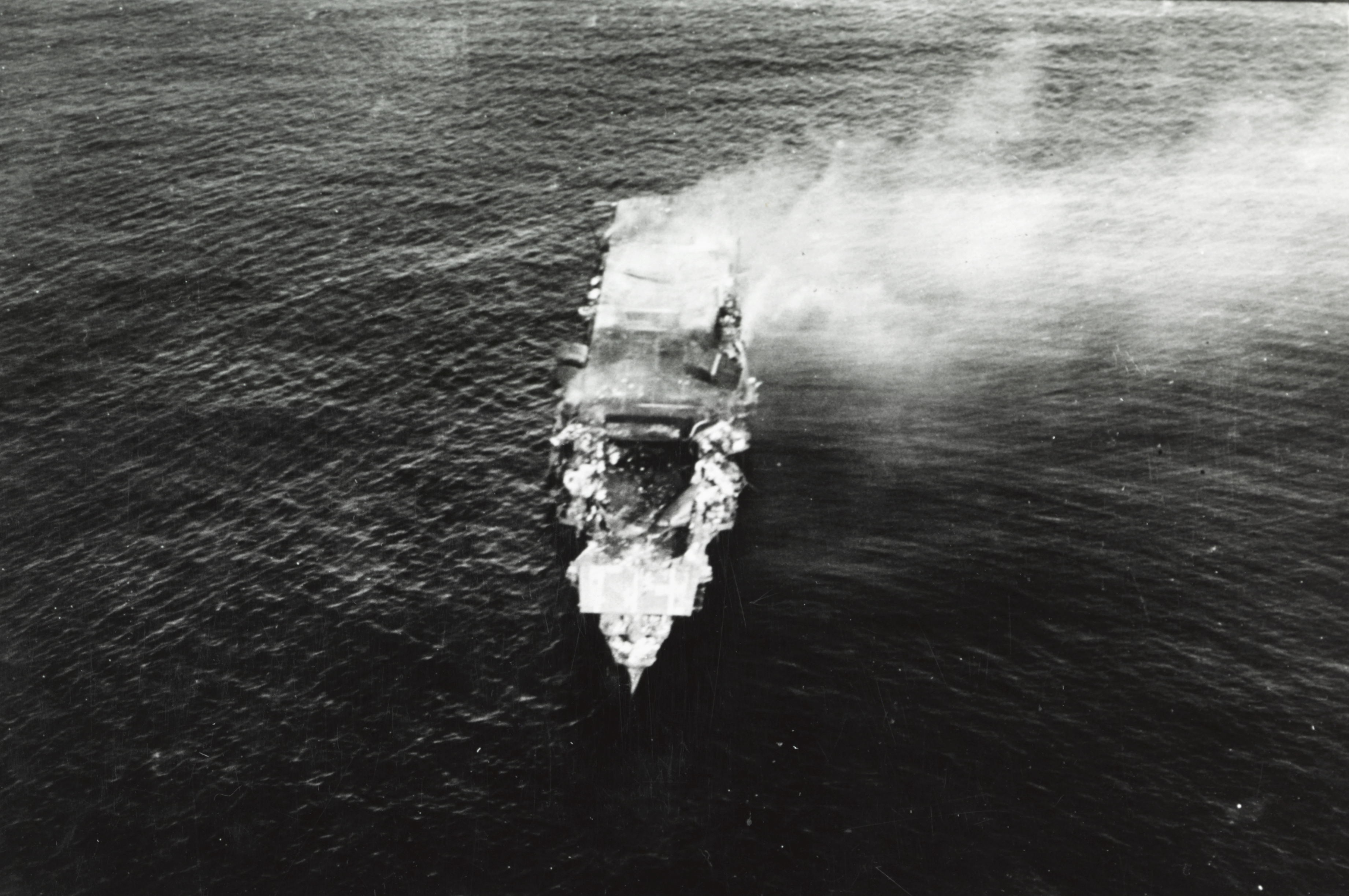
El Hiryū, poc abans d'enfonsar-se

Després, a les 14:40, un explorador del Yorktown localitzà al Hiryū, i urgí a l'Enterprise per llançar un atac final de bombarders en picat (incloent-ne 10 del Yorktown). Aquest va donar el cop final, i deixà el Hiryū en flames, tot i haver-se defensat amb una pantalla defensiva de més d'una dotzena de caces Zero. El  Kaigun Chūjō Yamaguchi escollí enfonsar-se amb el seu vaixell, tot i que el seu gest costà al Japó el qui potser era el seu millor mariner (el capità del Hiryū, Tomeo Kaku, també es trobava a la sala del timó quan aquest s'enfonsà). L'atac llançat pel Hornet, que arribà amb retard a causa d'un error de comunicacions, es concentrà en les restes dels vaixells d'escorta, però no aconseguí cap impacte.
Quan va caure la foscor, ambdós bàndols van fer plans per continuar l'acció. L'almirall Fletcher, obligat a abandonar el Yorktown i creient que no podria comandar la batalla adequadament des d'un creuer, cedí el comandament operatiu a Spruance. Aquest sabia que els Estats Units havien assolit una gran victòria, però no estava segur de quines forces japoneses quedaven i estava decidit a protegir tant Midway com els seus portaavions. En témer un possible encontre nocturn amb les naus de superfície japoneses, Spruance canvià el rumb, es dirigí a l'est, i tornà cap a l'oest a mitjanit.
Per la seva banda, Yamamoto havia decidit, d'entrada, continuar la batalla i ordenà a la resta de vaixells de superfície que avancessin en ziga-zaga a la màxima velocitat cap a Midway a la recerca dels portaavions estatunidencs i, simultàniament, ordenà bombardejar l'illa, i hi feu anar fins i tot les naus destinades al desembarcament a les Aleutianes. Yamamoto intentà buscar una batalla decisiva apropant els seus cuirassats i creuers a Midway. Les tropes de superfície japoneses fracassaren en contactar amb els estatunidencs gràcies a la decisió de Spruance de retirar-se cap a l'est, per evitar caure en una emboscada artillera nocturna (l'especialitat de la Marina Imperial) i finalment Yamamoto decidí una retirada general cap a l'oest a l'albada del 5 de juny.
Els avions de recerca estatunidencs no van poder detectar les naus japoneses en retirada el 5 de juny. Un atac al vespre detectà el gruix principal de la flota, però fracassà. Els avions van tornar als portaavions quan ja era fosc, la qual cosa feu que Sruance ordenés a l'Enterprise i el Hornet que encenguessin els llums per tal de facilitar els amaratges.
A les 02:15 del 5/6 de juny, el submarí Tambor del comandant John Murphy, a unes 90 milles nàutiques (165 km) a l'oest de Midway, va fer la segona gran contribució de l'arma submarina a la batalla. En albirar diversos vaixells, juntament amb el seu oficial, Ray Spruance, Jr.) però no poder-los identificar (tement que fossin amics, no obrí foc), advertí de la seva presència, però no informà del seu curs. Això arribà a l'almirall Robert English, comandant del Cos de Submarins de la Flota del Pacífic (COMSUBPAC), i des d'ell a Nimitz i a Spruance pare. Sense saber la localització exacta del cos principal de Yamamoto (un problema persistent des que els PBY havien descobert els japonesos), Spruance imaginà que es tractava de la força d'invasió. Per tant, es mogué per bloquejar-los, i se situà a unes 100 milles (185 km) al nord-est de Midway. Això frustrà els esforços de Yamamoto, i la nit va transcórrer sense que s'establís cap contacte entre les forces oposades.
De fet, es tractava del grup de bombardeig de Yamamoto, format per 4 creuers i 2 destructors, al qual s'ordenà a les 02:55 que es retirés cap a l'oest amb la resta de la força. El Tambor va ser descobert al mateix temps, girant per evitar topar amb el Mogami i el Mikuma, i causà danys al Mogami. Només a les 04:12, quan el cel era prou clar per a Murphy per assegurar-se que els vaixells eren japonesos, se submergí per tal d'aproximar-se i atacar. No va tenir èxit, i cap a les 06:00, finalment informà que dos creuers classe Mogami es dirigien cap a l'oest, un fet que situava Spruance almenys 100 milles fora de la seva posició. Potser va ser una sort per a Spruance que no els perseguís, ja que s'hauria topat amb els cuirassats classe Yamato, incloent-hi el mateix Yamato, ja que en la foscor, els seus creuers haguessin estat superats, i els seus portaavions haguessin quedat desprotegits (en aquells moments, només l'Arma Aèria de la Royal Navy britànica era capaç de dur a terme accions nocturnes des dels portaavions).

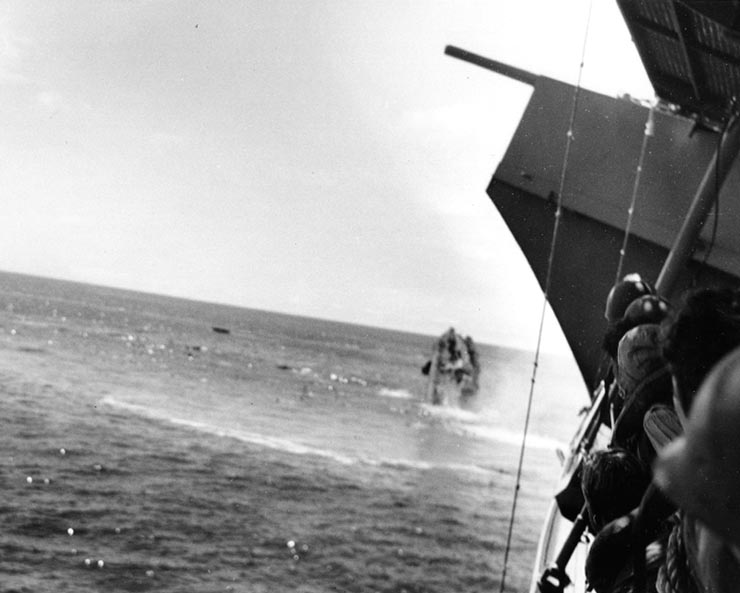
Mentre intentava salvar el Yorktown, tant ell com el destructor Hammann van rebre l'impacte de torpedes llançats des del I-168.

Durant els dos dies següents, primer des de Midway i després des dels portaavions de Spruance, es van llançar diversos atacs contra els retardats. El Mikuma va ser enfonsat pel Dauntlesses, mentre que el Mogami va sobreviure, tot i que molt malmès, i aconseguí tornar amb penes i treballs a la base de Truk per sotmetre's a reparacions. El capità Richard E. Fleming, un aviador del U.S. Marine Corps, va ser condecorat a títol pòstum amb la Medalla d'Honor pel seu atac sobre el Mikuma.
Mentrestant, s'estaven fent tota mena d'esforços per salvar el Yorktown, que era remolcat per l'USS Vireo, fins que al vespre del 6 de juny va rebre l'impacte de dos torpedes llançats des del submarí japonès I-168. Va haver-hi molt poques baixes, ja que la majoria de la tripulació ja havia estat evacuada, però un tercer torpede també va impactar i enfonsar el destructor USS Hammann, que havia anat a ajudar el Yorktown. El Hammann es va partir pel mig, i va patir 80 baixes (un terç de la seva tripulació). La majoria dels caiguts van ser a causa de l'explosió de les mateixes càrregues de profunditat.

## Després de la batalla
Després d'assolir una gran victòria, i com que la persecució era massa perillosa prop de Wake, les forces estatunidenques es retiraren. El Japó havia perdut 4 dels seus 6 portaavions, a més d'un immens nombre de tripulacions aèries altament entrenades, un fet que aturava l'expansió de l'Imperi Japonès al Pacífic. Només quedaven els portaavions Zuikaku i Shōkaku per dur a terme operacions ofensives, car els altres tres portaavions de què disposava el Japó, el Ryūjō, el Junyo i el Hiyo, eren de segona classe.
El 10 de juny, la Marina Imperial Japonesa convocà una conferència per establir els resultats de la batalla, en la base que l'extensió real dels danys era un secret militar que no convenia que es fes públic. Només l'Emperador Hirohito va ser convenientment informat de les pèrdues de portaavions i pilots, i va ser ell qui preferí que no s'informés immediatament l'Exèrcit Imperial Japonès. Els planificadors de l'Exèrcit continuaren creient durant un temps que la flota era poderosa i segura.

## Impacte
La batalla sovint ha estat citada com el punt d'inflexió al Pacífic. La Marina Imperial seguí lluitant ferotgement, i passaren diversos mesos abans que els Estats Units assolissin una paritat real. Així doncs, Midway no va ser tan decisiva en el mateix sentit com ho havien estat Salamis o Trafalgar; però la victòria a Midway donà als Estats Units la iniciativa estratègica, causà un dany irreparable en els portaavions japonesos i va fer més curta la guerra del Pacífic.
Només dos mesos després, els Estats Units prenien l'ofensiva i atacaven Guadalcanal. Assegurades les línies de subministrament d'Austràlia i l'oceà Índic, juntament amb els danys causats sobre els japonesos a Guadalcanal, va tenir efectes a llarg termini en el curs de la guerra. Això no obstant, el seu efecte sobre l'extensió de la guerra és discutible, donada la Força de Submarins de la Flota del Pacífic, que gairebé aturarà l'economia japonesa el gener de 1945.
Midway causà un dany irreparable a l'aviació naval japonesa. El programa d'entrenament de preguerra produïa pilots d'una qualitat excepcional, però molt lentament. Aquest petit grup d'aviadors d'elit eren veterans de guerra. A Midway els japonesos van perdre en un únic dia tots els pilots que el seu programa de preguerra preparava en tot un any. Els planificadors japonesos van fracassar perquè no preveien una guerra de desgast, i conseqüentment la seva producció fallà en substituir les pèrdues de vaixells, pilots i mariners des de Midway; i a mitjans de 1943, l'aviació naval ja estava en un clar declivi.
Encara més important va ser la pèrdua insubstituïble de 4 portaavions. Aquests vaixells no serien substituïts fins al 1945. En el mateix termini, la capacitat industrial estatunidenca permeté a la US Navy disposar de dues dotzenes de portaavions pesants i lleugers, així com nombrosos portaavions d'escorta. Així doncs, Midway danyà permanentment la potència atacant japonesa i retallà considerablement el període en què els portaavions japonesos podrien haver lluitat amb avantatge.

## Balanç final
Pèrdues estatunidenques:
- Portaavions USS Yorktown
- Destructor USS Hammann
- Avions amb base a Midway: 45 d'un total de 126= 36%
- Avions amb base a portaavions: 109 d'un total de 183= 59%
- Pèrdues en homes: 250 homes, aproximadament.

Pèrdues japoneses:
- 4 Portaavions: Akagi, Kaga, Hiryū i  Sōryū
- 1 Creuer pesant: Mikuma
- Avions embarcats: 260 de divers tipus, el 100%.
- Pèrdues en homes: 3.052 entre dotació i pilots.

## Conseqüències

### Per al Japó
- A partir d'aquell moment es donava un canvi de l'escenari estratègic: en endavant els japonesos perdrien gradualment la seva eficàcia en les possessions adquirides al Pacífic, en no poder-les defendre. Abans del 4 de juny de 1942, el Japó es passejava invencible per l'Índic, però després les seves victòries estaven hipotecades.
- Pèrdua del sentit de la invencibilitat del Japó: el mal de la victòria que s'havia inculcat des de la guerra del 1905 va desaparèixer de cop i volta. La derrota va marcar tan intensament l'alt comandament japonès que se censurà estrictament la premsa i els participants.
- Pèrdua de la capacitat ofensiva aeronaval: d'ara endavant, el Japó hauria de reconvertir nous vaixells per substituir els portaavions enfonsats. Així doncs, el cuirassat Hyūga i el creuer Mogami es convertirien en portahidroavions, mentre que el tercer dels cuirassats Yamato, el  Shinano encara a les drassanes, es convertiria en el portaavions més gran del món. Vaixells de passatgers que servien com a auxiliars van ser reconvertits en portaavions lleugers, com va ser el cas del Jun'yō o del  Hiyō o del. La pèrdua estimada del potencial aeronaval és del 65%.
- Pèrdua de les millors naus, de tripulacions aèries i pilots experimentats: mai més el Japó arribaria a tenir el mateix potencial militar
- Declivi de l'estrella d'Isoroku Yamamoto; després d'aquesta batalla la seva ascendència als cercles estratègics va perdre força.

### Per als Estats Units
- La derrota japonesa demostrà a l'alt comandament estatunidenc que el concepte del cuirassat estava mort, i que les victòries dependrien de la tàctica aeronaval
- La victòria va permetre demostrar als estatunidencs que es podria fer la feina si se'ls donaven les eines necessàries
- Tant Hawaii com la costa oest ja no estarien exposats als canons embarcats del Japó
- Els Estats Units van anar guanyant progressivament la iniciativa estratègica militar i hegemònica a l'escenari del Pacífic
- Midway suposà tornar al Japó l'agressió de Pearl Harbor per als estatunidencs, i la seva maquinària industrial es bolcà totalment en l'esforç de guerra.

## Descobriment dels vaixells enfonsats

### Els vaixells estatunidencs
A causa de l'extrema fondària de l'oceà a la zona de la batalla (més de 17.000 peus/5.200 metres), la recerca del camp de batalla ha presentat dificultats extraordinàries. Això no obstant, el 19 de maig de 1998, Robert Ballard i un equip de científics i veterans de la batalla (incloent-hi participants japonesos) van localitzar i fotografiar el Yorktown. El vaixell estava en un estat remarcablement intacte per haver estat enfonsat el 1942, amb gran part de l'equipament original i fins i tot la pintura original eren encara visibles.

### Els vaixells japonesos
La següent recerca de l'equip de Ballard van ser els portaavions japonesos, tot i que sense èxit. El setembre del 1999, una edició conjunta de Nauticos Corp. i de l'Oficina Naval Oceanogràfica dels Estats Units van buscar els portaavions japonesos. Usant tècniques avançades amb conjunció amb el diari de bord del submarí USS Nautilus, l'expedició va trobar una gran peça, posteriorment identificada com originària de la coberta superior d'hangars del Kaga. Les restes principals, això no obstant, encara no han estat trobades.

## Al cinema
La Batalla de Midway ha aparegut en diverses pel·lícules. La primera d'elles va ser un documental dirigit per John Ford, que llavors servia com a Comandant a la Reserva Naval dels Estats Units, i serví a l'illa de Midway durant la batalla com a oficial d'intel·ligència i fotògraf. Mentre que filmava una pel·lícula en color en 16mm des de la central elèctrica de l'illa, Ford va estar exposat al foc enemic dels avions, sent ferit al braç. Va rebre el Cor Porpra i, posteriorment, la Legió del Mèrit per les seves accions. Les imatges rodades per Ford durant la batalla van ser incloses al documental guanyador de l'Oscar, The Battle of Midway.
Posteriorment, la pel·lícula japonesa Storm Over the Pacific de 1960, dirigida per Shuei Matsubayashi i produïda pels estudis Toho li va donar més profunditat. La pel·lícula girava al voltant d'un pilot de Zero a bord del Hiryū, que participa tant en l'atac a Pearl Harbor com a la batalla de Midway. Va ser distribuïda als Estats Units, en una versió resumida sota el sensacionalista títol de I Bombed Pearl Harbor (Jo vaig bombardejar Pearl Harbor),
Els brillants efectes de miniatures i pirotècnia van ser apreciats pels Universal Studios 16 anys després, quan llançà la pel·lícula Midway, dirigida per Jack Smight i protagonitzada per Charlton Heston, entre altres estrelles. Novel·lava molt els fets i es recolzava enormement en el material d'arxiu de diverses batalles de la II Guerra Mundial, així com de material anteriorment filmat per pel·lícules com Tora! Tora! Tora!, Thirty Seconds Over Tokyo, Away All Boats i, especialment, Storm over the Pacific, motiu pel qual va rebre moltes crítiques.